# Slag bij Rivers' Bridge
De Slag bij Rivers' Bridge vond plaats op 3 februari 1865 als deel van de Carolina's-veldtocht tijdens de Amerikaanse Burgeroorlog. Andere namen voor deze slag zijn: Salkehatchie River, Hickory Hill, Owen's Crossroads, Lawtonville en Duck Creek.
Terwijl generaal majoor William T. Shermans Noordelijke legers hun opmars verder zetten door South Carolina, werden er ongeveer 1.200 Zuidelijke soldaten, onder leiding van generaal majoor Lafayette McLaws, naar een doorwaadbare plaats bij de Salkehatchierivier gestuurd. Op 2 februari 1865 begonnen Noordelijke eenheden bruggen te bouwen om deze Zuidelijke blokkade te omzeilen. De volgende dag doorwaden twee Noordelijke brigades onder leiding van generaal majoor Francis P. Blair een nabijgelegen moeras om de vijandelijke stellingen in de flank te kunnen aanvallen. McLaws trok zijn eenheden terug naar Branchville. Hij had Shermans opmars maar één dag kunnen vertragen.